# Rocketman (film)
Pour les articles homonymes, voir Rocket Man.
Pour plus de détails, voir Fiche technique et Distribution.
Rocketman est un film biographique britannico-américain réalisé par Dexter Fletcher, sorti en 2019. Il s'agit d'un portrait du chanteur britannique Elton John. Le titre est inspiré de sa chanson homonyme sortie en 1972.

## Synopsis
Le film raconte l'histoire du jeune Reginald Dwight qui, d'abord jeune pianiste timide, va peu à peu se révéler et devenir une superstar sous le nom d'Elton John.

## Fiche technique
- Titre original et français : Rocketman
- Réalisation : Dexter Fletcher
- Scénario : Lee Hall
- Direction artistique : Marcus Rowland
- Décors : Steve Carter, Emily Norris et Alice Walker
- Costumes : Julian Day
- Photographie : George Richmond
- Montage : Chris Dickens
- Musique : Matthew Margeson
- Production : Lawrence Bender, Adam Bohling, David Furnish, Elton John, David Reid et Matthew Vaughn ; Peter Schlessel (délégué)
- Sociétés de production : New Republic Pictures, Marv Films et Rocket Pictures
- Société de distribution : Paramount Pictures (États-Unis, France)
- Budget : 41 millions de dollars[1]
- Pays de production :  Royaume-Uni,  États-Unis
- Langue originale : anglais
- Format : couleur
- Genre : Biopic, film musical et drame
- Durée : 121 minutes
- Dates de sortie[2] :
  - Royaume-Uni : 22 mai 2019
  - France : 16 mai 2019 (festival de Cannes) ; 29 mai 2019 (sortie nationale)[3]
  - États-Unis : 31 mai 2019
- Classification :
  - États-Unis : R - Restricted[4]
  - France : Tous publics[4]

## Distribution

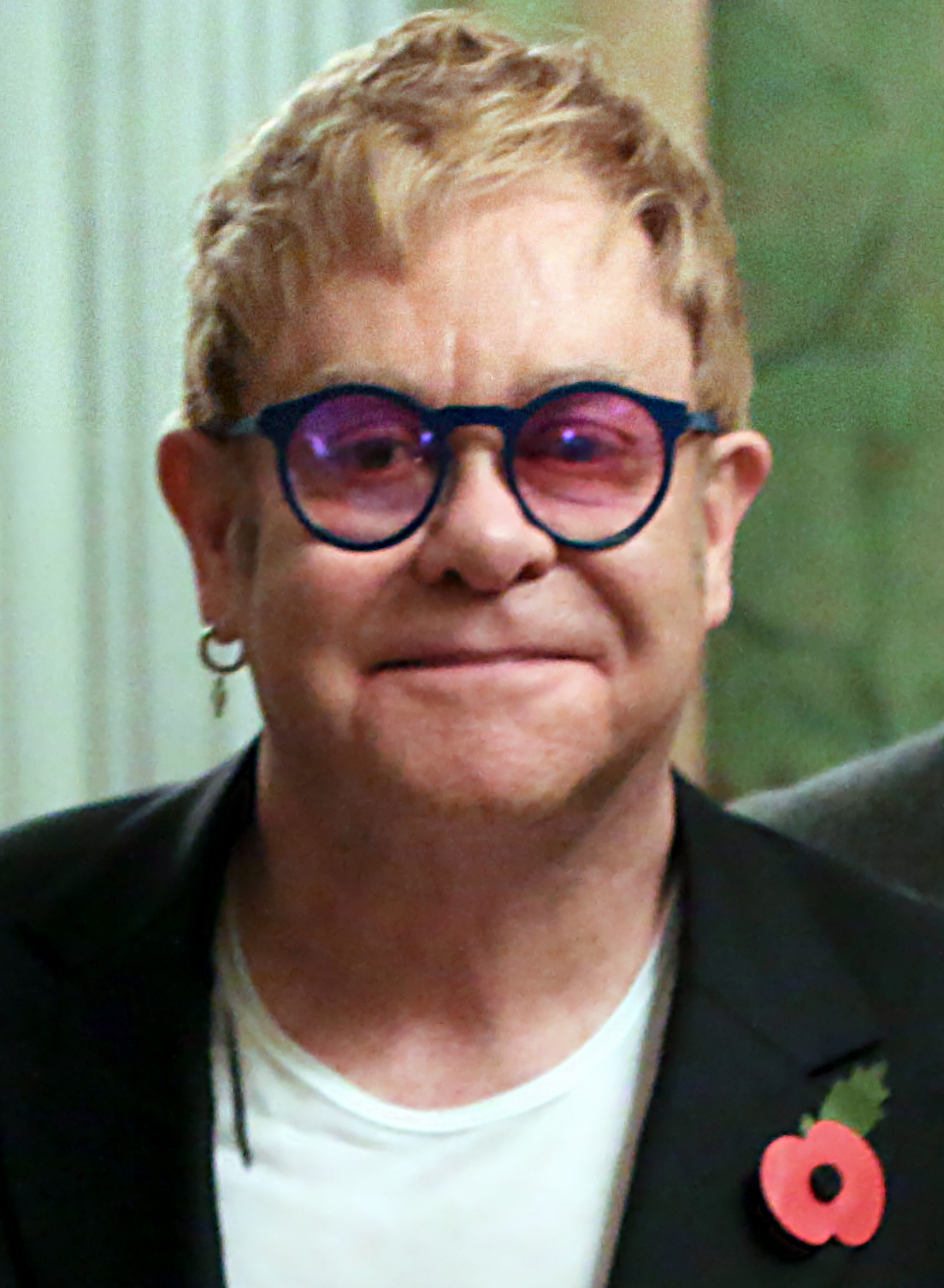
Elton John en 2015.

- Taron Egerton (VF : Arthur Dupont ; VQ : Renaud Paradis) : Sir Reginald Kenneth Dwight, dit Elton John
  - Matthew Illesley (VF : Isaac Lobé Lebel ; VQ : Lorik Saxena) : Reggie, enfant
  - Kit Connor  : Reggie, adolescent
- Jamie Bell (VF : Donald Reignoux ; VQ : Hugolin Chevrette) : Bernie Taupin
- Richard Madden (VF : Stéphane Fourreau ; VQ : Xavier Dolan) : John Reid
- Bryce Dallas Howard (VF : Barbara Beretta ; VQ : Mélanie Laberge) : Sheila Eileen
- Stephen Graham (VF : Loïc Houdré ; VQ : Tristan Harvey) : Dick James
- Tom Bennett (VF : Laurent Morteau ; VQ : Thiéry Dubé) : Fred
- Gemma Jones (VF : Hélène Otternaud ; VQ : Claudine Chatel) : Ivy
- Charlie Rowe (VF : Gabriel Bismuth-Bienaimé) : Ray Williams
- Steven Mackintosh (VF : Pierre-François Pistorio ; VQ : Patrice Dubois) : Stanley Dwight
- Tate Donovan (VF : Constantin Pappas ; VQ : Benoit Rousseau) : Doug Weston
- Rachel Muldoon : Kiki Dee
- Sharon D. Clarke (VF : Virginie Emane) : l'interlocutrice aux alcooliques anonymes
- Jimmy Vee : Arthur
- Harriet Walter : Helen Piena
- Samuel Williams (VF : Luc Boulad) : Le Drag Queen

 Source et légende : version française (VF) sur RS Doublage

## Production

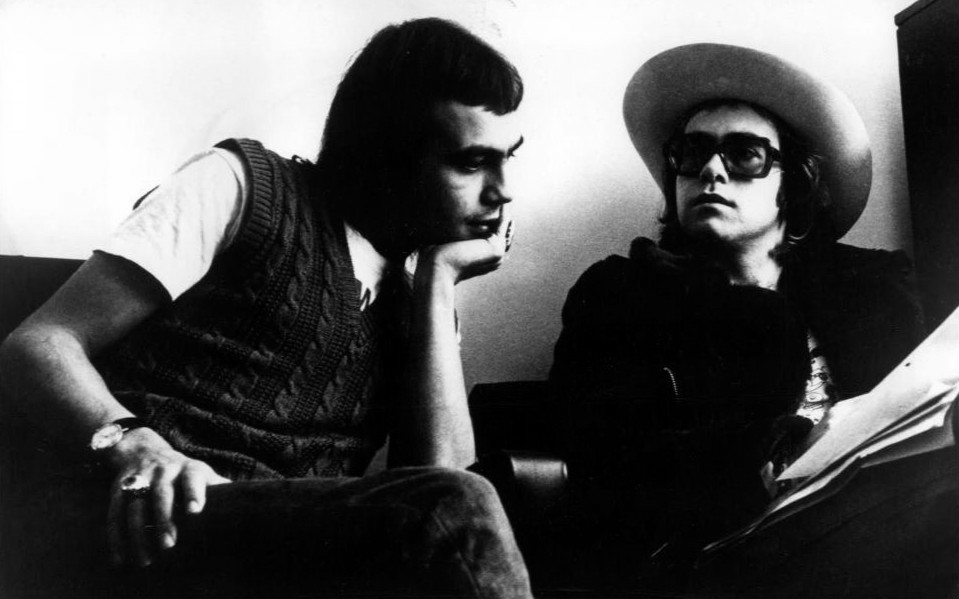
Elton John et Bernie Taupin en juin 1971

### Genèse et développement
En janvier 2012, il est annoncé qu'Elton John développe une biographie sur lui-même. Le chanteur évoque Justin Timberlake comme son premier choix pour l'incarner à l'écran : « Le premier sur la liste est Justin Timberlake, parce qu'il a déjà tenu mon rôle dans la promo pour le single This Train Don't Stop There Anymore, une vidéo de David LaChapelle et il était superbe ». Le dramaturge Lee Hall est chargé d'écrire le scénario. Le chanteur décrit alors le projet comme « le film d'une vie surréaliste, pas proche des faits. Je ne veux pas que ce soit un film autobiographique normal, parce que ma vie n'a pas été comme ça ».

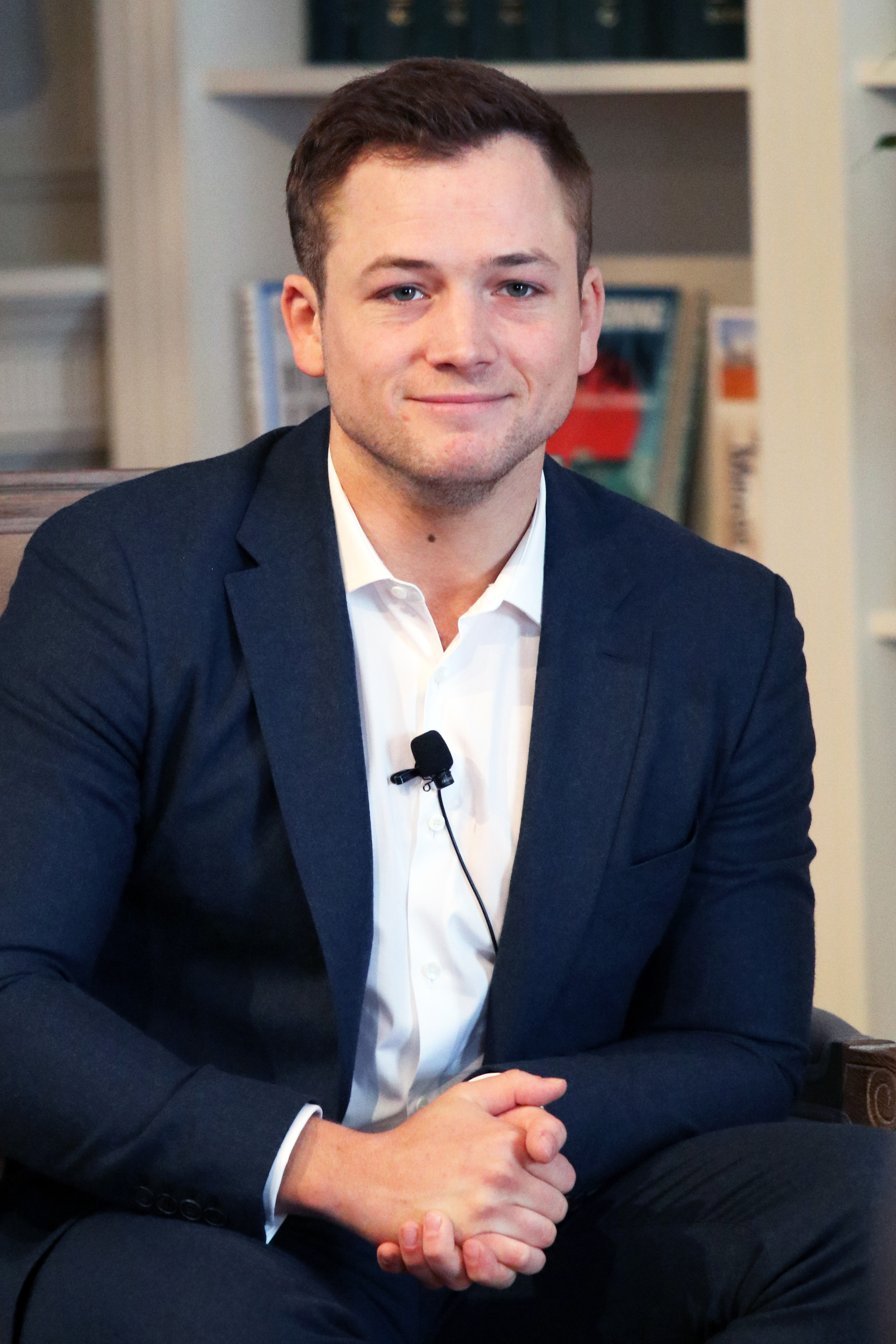
Taron Egerton en 2018

Alors que Baz Luhrmann a refusé le poste, Michael Gracey est engagé comme réalisateur en mars 2013. En octobre 2013, Tom Hardy est finalement choisi pour camper Elton John. Le tournage est alors annoncé pour l'automne 2014.  Cependant, les différences créatives entre John et Gracey, ainsi que les questions budgétaires, l'ont amené à prendre le projet ailleurs.

### Attribution des rôles
En juillet 2017, il a été annoncé que Hardy n'était plus impliqué, et Taron Egerton, qui a joué dans Kingsman : Le Cercle d'or aux côtés d'Elton John, est annoncé pour reprendre le rôle principal.  Il est officiellement confirmé en avril 2018, alors même que Dexter Fletcher, qui a dirigé l'acteur dans Eddie the Eagle, remplace Michael Gracey à la réalisation. Le tournage est alors fixé à l'été 2018.
En juin 2018, Jamie Bell est choisi pour interpréter Bernie Taupin. Un mois plus tard, Richard Madden obtient le rôle du manager John Reid alors que l'actrice américaine Bryce Dallas Howard est choisie pour le rôle de la mère d'Elton John,.

### Tournage
Le tournage débute en août 2018. Il a notamment lieu dans les Bray Studios à Windsor dans le Berkshire.

## Bande originale
L'album de la bande originale contient des chansons d'Elton John, interprétées par les acteurs du film. Il contient un titre inédit, (I'm Gonna) Love Me Again interprété par Taron Egerton et Elton John.
| Liste des titres | Liste des titres                        | Liste des titres                                                 | Liste des titres | Liste des titres | Liste des titres | Liste des titres | Liste des titres | Liste des titres | Liste des titres |
| No               | Titre                                   | Interprètes                                                      | Durée            |                  |                  |                  |                  |                  |                  |
| ---------------- | --------------------------------------- | ---------------------------------------------------------------- | ---------------- | ---------------- | ---------------- | ---------------- | ---------------- | ---------------- | ---------------- |
| 1.               | The Bitch is Back (introduction)        | Taron Egerton & Sebastian Rich                                   | 1:52             |                  |                  |                  |                  |                  |                  |
| 2.               | I Want Love                             | Kit Connor, Gemma Jones, Bryce Dallas Howard & Steven Mackintosh | 2:12             |                  |                  |                  |                  |                  |                  |
| 3.               | Saturday Night's Alright (For Fighting) | Taron Egerton & Kit Connor                                       | 3:10             |                  |                  |                  |                  |                  |                  |
| 4.               | Thank You for All Your Loving           | Taron Egerton                                                    | 3:23             |                  |                  |                  |                  |                  |                  |
| 5.               | Border Song                             | Taron Egerton                                                    | 3:25             |                  |                  |                  |                  |                  |                  |
| 6.               | Rock and Roll Madonna (interlude)       | Taron Egerton                                                    | 2:41             |                  |                  |                  |                  |                  |                  |
| 7.               | Your Song                               | Taron Egerton                                                    | 4:00             |                  |                  |                  |                  |                  |                  |
| 8.               | Amoreena                                | Taron Egerton                                                    | 4:20             |                  |                  |                  |                  |                  |                  |
| 9.               | Crocodile Rock                          | Taron Egerton                                                    | 2:52             |                  |                  |                  |                  |                  |                  |
| 10.              | Tiny Dancer                             | Taron Egerton                                                    | 5:24             |                  |                  |                  |                  |                  |                  |
| 11.              | Take Me to the Pilot                    | Taron Egerton                                                    | 3:42             |                  |                  |                  |                  |                  |                  |
| 12.              | Hercules                                | Taron Egerton                                                    | 5:26             |                  |                  |                  |                  |                  |                  |
| 13.              | Don't Go Breaking My Heart (interlude)  | Taron Egerton & Rachel Muldoon                                   | 1:33             |                  |                  |                  |                  |                  |                  |
| 14.              | Honky Cat                               | Taron Egerton & Richard Madden                                   | 2:33             |                  |                  |                  |                  |                  |                  |
| 15.              | Pinball Wizard (interlude)              | Taron Egerton                                                    | 2:02             |                  |                  |                  |                  |                  |                  |
| 16.              | Rocket Man                              | Taron Egerton                                                    | 4:30             |                  |                  |                  |                  |                  |                  |
| 17.              | Bennie and the Jets (interlude)         | Taron Egerton                                                    | 2:28             |                  |                  |                  |                  |                  |                  |
| 18.              | Don't Let the Sun Go Down on Me         | Taron Egerton & Celinde Schoenmaker                              | 2:39             |                  |                  |                  |                  |                  |                  |
| 19.              | Sorry Seems to Be the Hardest Word      | Taron Egerton                                                    | 2:15             |                  |                  |                  |                  |                  |                  |
| 20.              | Goodbye Yellow Brick Road               | Taron Egerton & Jamie Bell                                       | 4:05             |                  |                  |                  |                  |                  |                  |
| 21.              | I'm Still Standing                      | Taron Egerton                                                    | 3:58             |                  |                  |                  |                  |                  |                  |
| 22.              | (I'm Gonna) Love Me Again (inédit)      | Taron Egerton & Elton John                                       | 4:10             |                  |                  |                  |                  |                  |                  |
| 72 minutes       |                                         |                                                                  |                  |                  |                  |                  |                  |                  |                  |

## Accueil

### Critique
Le film reçoit des retours assez enthousiastes. Sur le site Allociné, la presse lui attribue la note globale de 3,5 / 5.
Pour Le Parisien, Rocketman est « un récit tourbillonnant, plein de fantaisie, parfois surréaliste, qui n’hésite pas à mélanger les époques, à convoquer des rêves ou des cauchemars et à utiliser des effets spéciaux ».
Quant à Télérama, la critique est beaucoup plus sévère « la fusée, malgré un parti pris fantaisiste, ne décolle pas, engluée dans une partition trop convenue ».
Pour Libération « le film de Dexter Fletcher accumule réalisation tapageuse et message moralisateur sur fond de tubes planétaires ».
Pour le site Actu.fr « ce biopic n’a pas le même frisson que Bohemian Rhapsody ».
La note globale du film s'élève à 6,8 / 10 sur SensCritique, basée sur plus de 8 000 avis du public.

### Box-office
Distribué dans 3 610 salles sur le territoire américain, le film prend la troisième place du box-office avec 25,7 millions de $ de recette durant le week-end de sa sortie.
En France, le film sort le 29 mai dans 474 salles, avec 53 036 entrées le film est deuxième sur ce jour de sorties. Pour son premier week-end, il cumule 232 630 entrées. Pour sa première semaine, le film finit avec 277 017 entrées.
Le biopic sur Elton John fait nettement moins que Bohemian Rhapsody, biopic sur Freddie Mercury qui pour son premier week-end américain avait pris la première place du box office avec plus de 51 millions de $, la classification R de la MPAA du film de Dexter Fletcher peut expliquer cette différence.
En France, Bohemian Rhapsody cumule 937 273 entrées après cinq jours d'exploitation et 1 077 661 pour sa première semaine.
Pour son deuxième week-end sur le sol américain, en réalisant 13.8 M$ le film perd 46,6 % par rapport à son premier week-end.
En France, le film se maintient bien pour sa deuxième semaine, ne perdant que 25 % et 207 474 supplémentaires, pour un cumul de 484 491 entrées. À l'international, le film rapporte 13M$ supplémentaires et passe la barre des 100M$ de recettes.
Avec 163 copies supplémentaires, 99 810 entrées sont comptabilisées pour la troisième semaines d'exploitation.
Après 14 semaines en salles, le film comptabilise finalement 744 293 entrées (dont 219 531 sur Paris).
Les 90 M$ sont dépassés sur le sol américain après 42 jours.Le biopic quitte les salles américaines après 98 jours avec plus de 96 M$ au box-office.
Au niveau mondial, le film dépasse les 195 M$.

#### Résultat au box-office par pays
| Pays ou région | Box-office      | Date d'arrêt du box-office | Nombre de semaines |
| -------------- | --------------- | -------------------------- | ------------------ |
| États-Unis     | 96 368 160 $    | 5 septembre 2019           | 14 (fin)           |
| France         | 744 358 entrées | 3 septembre 2019           | 14 (fin)           |
| Allemagne      | 696 235 entrées | 30 octobre 2019            | 21 (fin)           |
| Espagne        | 438 255 entrées | 28 juillet 2019            | 10 (fin)           |
| Italie         | 266 942 entrées | 8 septembre 2019           | 17 (fin)           |
| Total mondial  | 195 179 299 $   | 3 octobre 2019             | 18 (fin)           |

## DVD et Blu-ray
Aux États-Unis, le film est édité en DVD et Blu-ray (zone 1) le 27 août, et en France (zone 2) le 31 octobre  2019. Il est édité et distribué par Paramount Pictures France. 

## Distinctions

### Récompenses
- Golden Globes 2020 :
  - Meilleur acteur dans un film musical ou une comédie pour Taron Egerton
  - Meilleure chanson originale pour (I'm Gonna) Love Me Again - Elton John et Bernie Taupin

- Oscars 2020 : 
  - Meilleure chanson originale pour Elton John et Bernie Taupin

### Nominations
- Golden Globes 2020 : 
  - Meilleur film musical ou comédie
  - Meilleur acteur dans un film musical ou une comédie pour Taron Egerton
  - Meilleure chanson originale pour (I'm Gonna) Love Me Again de Elton John et Bernie Taupin

- BAFTA 2020 : 
  - Meilleur film britannique
  - Meilleur acteur pour Taron Egerton
  - Meilleurs maquillages et coiffures
  - Meilleur son

### Sélection
- Festival de Cannes 2019 : sélection officielle, hors compétition